# Waitress (musical)
Waitress – musical z muzyką i tekstami Sary Bareilles oraz libretto Jessie Nelson opartym na filmie z 2007 o tym samym tytule, do którego scenariusz napisała Adrienne Shelly.
Po próbach w 2015 w American Repertory Theater musical miał swoją premierę w Brooks Atkinson Theatre na Broadwayu w 2016. Rolę Jenny zagrała Jessie Mueller. Pomiędzy 2017 a 2019 trwała krajowa trasa koncertowa, a od 2019 do 2020 spektakl był grany w Adelphi Theatre na West Endzie w Londynie.

## Fabuła
Piekarka i kelnerka Jennie Hunterson jest w toksycznym związku ze swoim mężem, Earlem. Po tym, jak niespodziewanie zachodzi w ciążę, rozpoczyna romans ze swoim lekarzem, Jimem Pomaterem. Gdy szuka sposobu na wyjście z kłopotów, postanawia wziąć udział w konkursie cukierniczym, licząc na zdobycie głównej nagrody.

## Waitressw Polsce
Polska wersja musicalu miała premierę 30 maja 2021 w Teatrze Muzycznym „Roma” w Warszawie., gdzie grany był do 27 marca 2022. 
23 września 2023 musical – pod nazwą Kelnerka – został premierowo wystawiony w Teatrze Muzycznym "Adria" w Koszalinie.